# Meßdorfer Feld

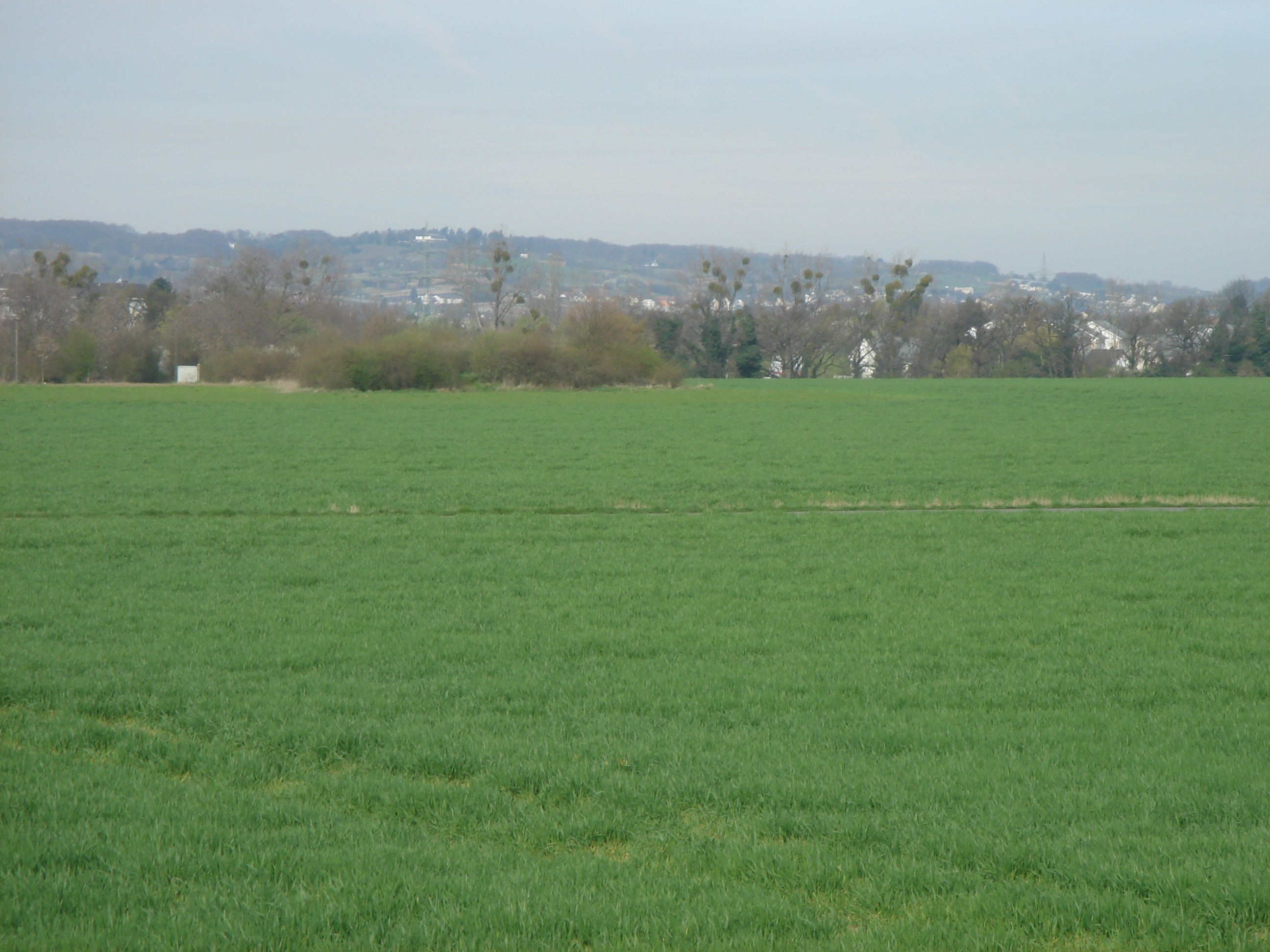
Blick über das Feld Richtung Meßdorf

Das Meßdorfer Feld ist der größte zusammenhängende Freiraum im Stadtgebiet von Bonn. Es liegt im Westen der Stadt.

## Geographie

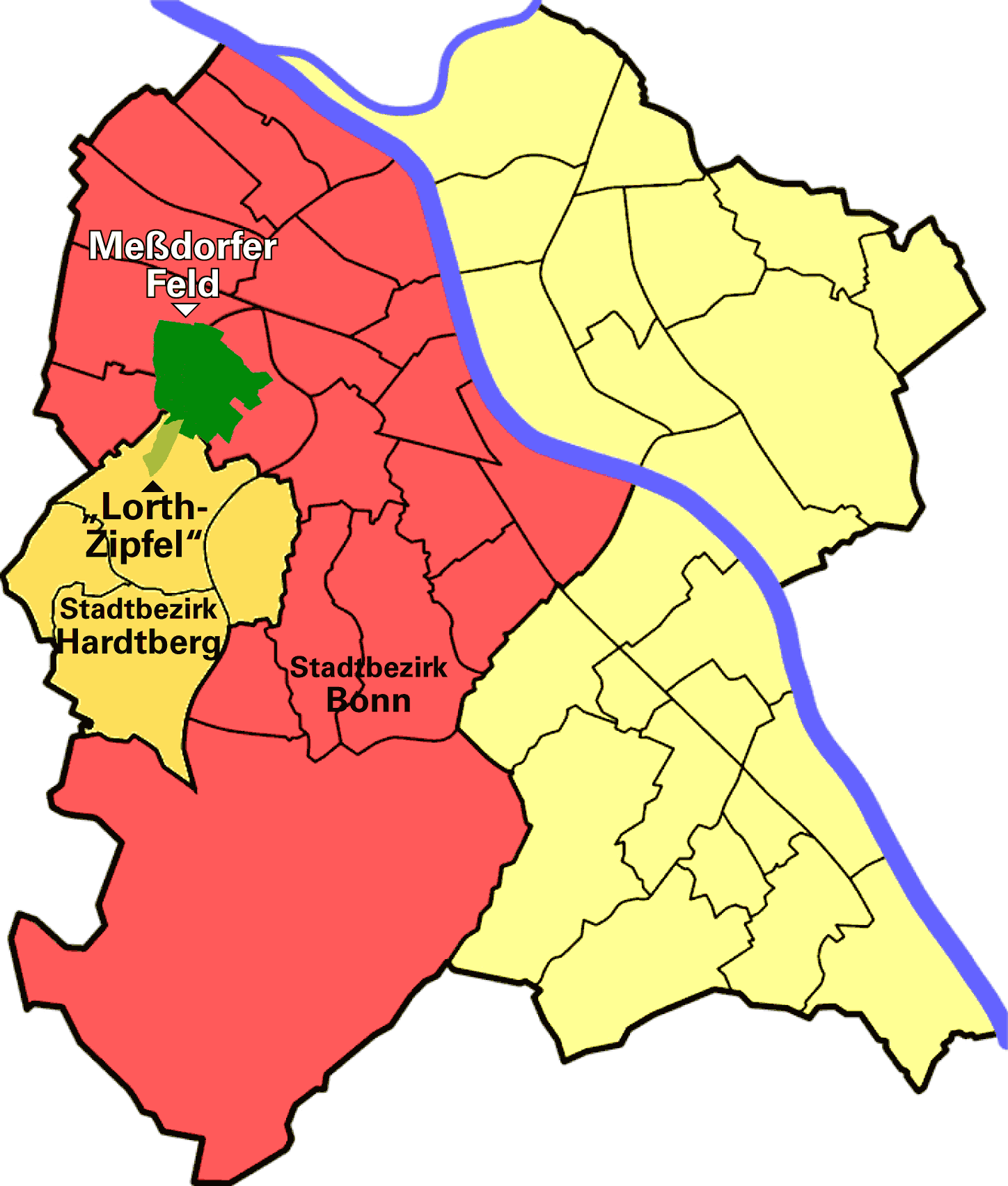
Lage des Meßdorfer Feldes in Bonn

Das Feld liegt zwischen Dransdorf im Norden, Meßdorf im Südwesten und Westen, Duisdorf im Süden und Endenich im Osten und Nordosten. Es gehört, am Rande der Kölner Bucht und an deren Übergang zum Vorgebirge, naturräumlich zur linksrheinischen lössbedeckten Mittelterrassenplatte (Brühler Lössplatte); mit etwa 75 m ü. NHN liegt es auf einer ähnlichen Höhe zu den meisten angrenzenden Orten, nach Dransdorf fällt es jedoch mit dem Dransdorfer Berg steil ab. Das Feld selbst ist nicht eben, sondern weist einige kleinere Hügel und Wellen auf. Die Fläche beträgt je nach Grenzziehung etwa 150 bis 170 Hektar. Das Feld wird von den Gleisen der Voreifelbahn durchschnitten, der Haltepunkt Bonn Helmholtzstraße liegt an seinem Rand. Mehrere Wirtschafts-, Rad- und Fußwege durchqueren das Feld, die Gleise werden von der „Schwarzen Brücke“ und „Weißen Brücke“ überquert. Im Westen fließt der Dransdorfer Bach.

## Geschichte
An der angrenzenden Straße Steinweg wurden 1958 bei Kanalbauarbeiten römische Scherben gefunden, der Name geht auf einen von den Römern gebauten Weg über das heutige Feld zurück. Die landwirtschaftliche Nutzung ist seit dem Mittelalter belegt. Der Name Meßdorfer Feld ist dabei kein althergebrachter Flurname, sondern lediglich eine moderne Benennung. Früher lagen die Dörfer im Bonner Umland in großen Agrar- und Freiflächen eingebettet, und erst als sie stark zusammenwuchsen und so nur das Meßdorfer Feld zwischen ihnen übrigblieb, entstand diese Bezeichnung.
Als 1880 die Eisenbahn eröffnet wurde, waren Dampflokomotiven im Einsatz. An einer der Brücken befand sich eine starke Steigung, sodass die Züge unter starker Last fuhren und sich die Brücke durch den Ruß schwarz färbte. So entstand die Bezeichnung Schwarze Brücke, die Weiße Brücke wurde zur besseren Unterscheidbarkeit so genannt.

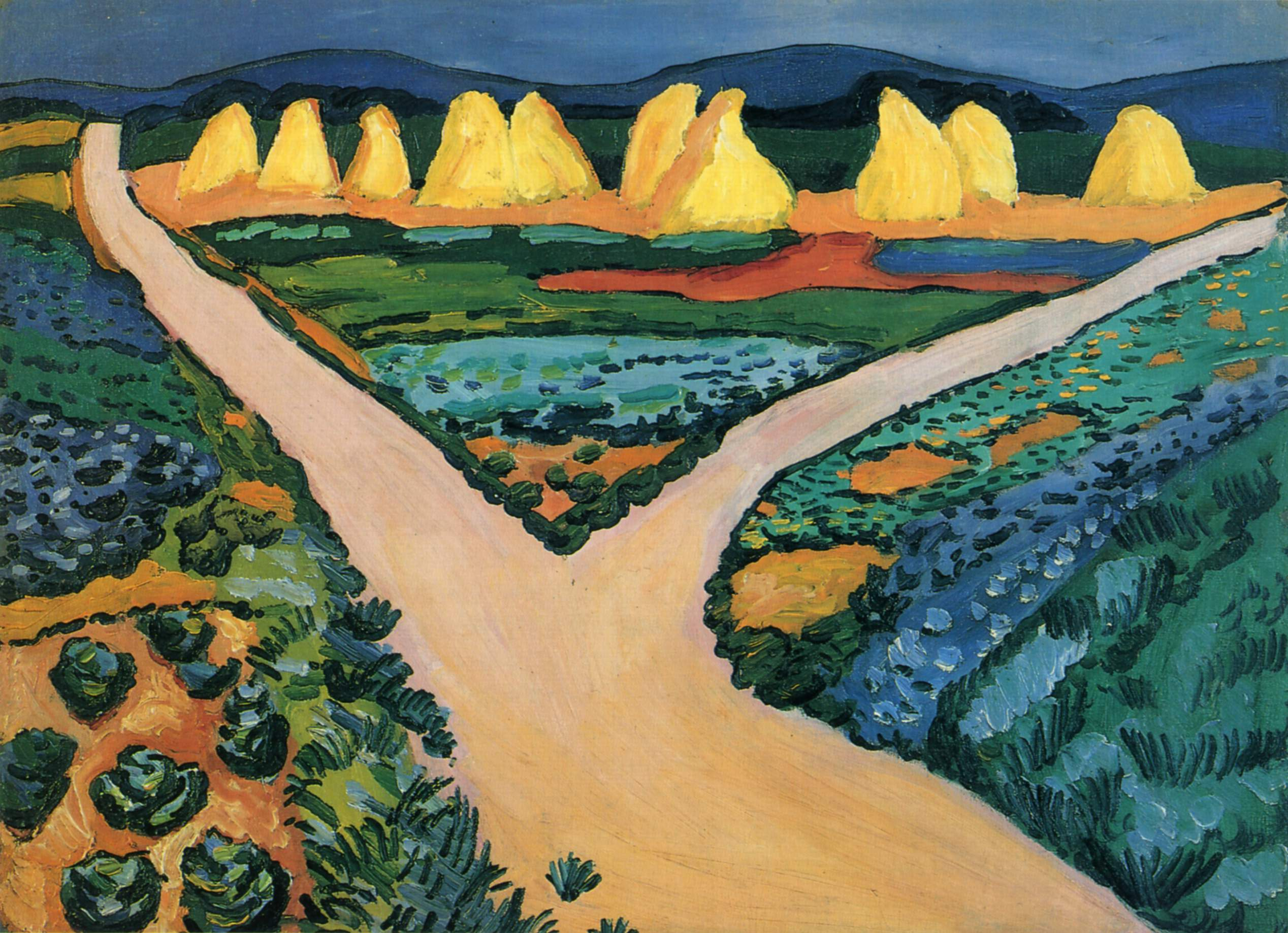
Gemälde „Gemüsefelder“ (1911) von August Macke, entstanden auf dem Meßdorfer Feld

Im Jahr 1911 entstanden Gemälde, die das Meßdorfer Feld zeigen, von August Macke und Hans Thuar. Am Südende findet man noch heute Bombensplitter, Munitionsreste und gelegentlich sogar Blindgänger aus dem Zweiten Weltkrieg.
In den 1990er Jahren wurde das Meßdorfer Feld als Standort für das Forschungszentrum caesar in Erwägung gezogen.

## Heutige Nutzung
Das Meßdorfer Feld wird überwiegend als landwirtschaftliche Anbaufläche genutzt, unter anderem für Weizen, Roggen, Gerste, Kartoffeln, Gemüse, Erdbeeren und Rüben. Dazwischen finden sich einige mit Bäumen und Sträuchern bewachsene Flächen, die Wege dienen auch als Naherholungsgebiet. Das Feld ist jedoch auch als Naturfläche wichtig, unter anderem wurde hier die Zauneidechse nachgewiesen, die als eine Art des Anhang IV der Fauna-Flora-Habitat-Richtlinie auch außerhalb von Naturschutzgebieten streng zu schützen ist. Ein Gutachten des Deutschen Wetterdienstes in Essen von 1990 stellte die Bedeutung des Feldes für das Bonner Klima durch Heranführung kühlerer Luft aus dem Vorgebirge heraus. Am Endenicher Nordrand befinden sich Versuchsfelder und das Astronomische Institut der Universität Bonn sowie das Max-Planck-Institut für Radioastronomie, die wegen der einst geringen Bebauung und somit klaren Sicht hier angesiedelt wurden.

## Zukunft
Die Zukunft des Meßdorfer Feldes war lange Zeit umstritten. Der Großteil des Gebietes wird nach einer am 30. Juni 2005 vom Bonner Stadtrat beschlossenen Flächennutzungsplanänderung als ausschließliche Landwirtschaftsfläche ausgewiesen werden, somit vor Bebauung geschützt und als „Freiluftschneise“ erhalten bleiben. Für das Südende des Feldes jedoch, nach dem ehemaligen Hardtberger Bezirksbürgermeister Gerhard Lorth auch „Lorth-Zipfel“ genannt, wurde unter der Bezeichnung „Am Bruch“ ein Bebauungsplanverfahren eingeleitet und am 25. Oktober 2006 der Bebauungsplan endgültig beschlossen. Mit den Tiefbauarbeiten für den ersten Bauabschnitt wurde im Frühjahr 2009 begonnen.
Das Meßdorfer Feld war ein Projekt für die Regionale 2010. Integriert wurden an bereits bestehenden Einrichtungen die biologische Station, das ehemalige EXPO-2000-Projekt „Aus Hecken werden Häuser – Bauwerke als Baumwerke“ am Dransdorfer Berg und ein Biobauernhof. Hinzugekommen sind neuangelegte Hecken und andere Umweltprojekte. Das Meßdorfer Feld wurde Teil des über die Stadtgrenzen hinausgehenden „Grünes C“ werden.

Ein Beispiel für die Maßnahmen im Rahmen der Regionale 2010 ist das Gemeinschaftsprojekt der Stadt Bonn und der Landwirtschaftskammer Nordrhein-Westfalen, in dem eine 8000 Quadratmeter große Ackerfläche mit verschiedenen Blühpflanzen in Form von Pinselstrichen eingesät wurde.